# Science-Fiction-Jahr 1912
Übersicht

◄◄ | ◄ | 1908 | 1909 | 1910 | 1911 | Science-Fiction-Jahr 1912 | 1913 | 1914 | 1915 | 1916 | ► | ►►

Weitere Ereignisse

## Neuerscheinungen Literatur
| Deutscher Titel                                             | Deutschsprachiges Erscheinungsjahr | Originaltitel           | Autor                  | Anmerkungen                                                                    |
| ----------------------------------------------------------- | ---------------------------------- | ----------------------- | ---------------------- | ------------------------------------------------------------------------------ |
| Astrale Novelletten                                         | –                                  | –                       | Paul Scheerbart        |                                                                                |
| Das Aeromobil                                               | –                                  | –                       | Johannes Kaltenboeck   |                                                                                |
| Das Lichtmeer                                               | –                                  | –                       | Emil Sandt             |                                                                                |
| Das Menschenschlachthaus. Bilder vom kommenden Krieg        | –                                  | –                       | Wilhelm Lamszus        | Antikriegsroman                                                                |
| Das Radium als Ehestifter. Odigoren und Odorinal            | –                                  | –                       | Friedrich Streißler    |                                                                                |
| Der König von Juda                                          | –                                  | –                       | Benedictus Levita      |                                                                                |
| Der Planetenkongreß                                         | –                                  | –                       | Ernst Lohwag           |                                                                                |
| Der Zukunftsstaat                                           | –                                  | –                       | Hermann Brandau        |                                                                                |
| Die Maschine des Theodulos Energeios                        | –                                  | –                       | Carl Grunert           | In: „Das neue Universum“ Nr. 43 Scans auf Commons Transkription auf Wikisource |
| Die Prinzessin vom Mars                                     |                                    | Under the Moons of Mars | Edgar Rice Burroughs   |                                                                                |
| Die Söhne der Macht                                         | –                                  | –                       | Otto Soyka             |                                                                                |
| Die vergessene Welt                                         | 1926                               | The Lost World          | Arthur Conan Doyle     |                                                                                |
| Ein Idealvolk                                               | –                                  | –                       | Johann Martin Schleyer |                                                                                |
| Ein Königreich m. b. H.                                     | –                                  | –                       | Franz Wagenhoff        | Theaterstück                                                                   |
| Frankreichs Ende im Jahre 19??                              | –                                  | –                       | Adolf Sommerfeld       |                                                                                |
| Graz im Jahre Zweitausend                                   | –                                  | –                       | Werter Dachsteiner     |                                                                                |
| Jahrtausendwende                                            | –                                  | –                       | Heinrich Driesmans     |                                                                                |
| Michael der Grosse. Eine Kaiserbiographie der Zukunft       | –                                  | –                       | Excelsior              |                                                                                |
| Nessukareni und andere Geschichten von irgendeinem Planeten | –                                  | –                       | Artur Hoerhammer       |                                                                                |
| Phantasten                                                  | –                                  | –                       | Erich Mendelssohn      |                                                                                |
| Traumland                                                   | –                                  | –                       | Eugen Friese           |                                                                                |
| Weltbrand                                                   | –                                  | –                       | Karl Bleibtreu         |                                                                                |
| Wiener Wandelbilder                                         | –                                  | –                       | Siegmund Wilheim       | Erzählungen                                                                    |
|                                                             |                                    | The Hampdenshire Wonder | J. D. Beresford        |                                                                                |
|                                                             |                                    | The Night Land          | William Hope Hodgson   |                                                                                |

## Neuerscheinungen Filme
| Deutscher Titel             | Deutschsprachiges Erscheinungsjahr | Originaltitel         | Regie          | Anmerkungen |
| --------------------------- | ---------------------------------- | --------------------- | -------------- | ----------- |
| Die Entdeckung des Nordpols |                                    | À la conquête du pôle | Georges Méliès |             |

## Geboren
- Carl L. Biemiller († 1979)
- Pierre Boulle († 1994)
- Paul Capon († 1969)
- A. Bertram Chandler († 1984)
- Lawrence Durrell († 1990)
- Stephen Gilbert († 2010)
- C. H. Kölbl (Pseudonym von Konrad Köbl) († 1994)
- Curt Letsche († 2010)
- Gyula Macskássy († 1971)
- P. Schuyler Miller († 1974)
- Guido Morselli († 1973)
- Andre Norton (auch Andrew Norton, eigentlich Alice Mary Norton) († 2005)
- A. E. van Vogt († 2000)
- Ian Wallace († 1998)
- J. E. Wells (Pseudonym von Eberhard Seitz)

## Gestorben
- Eduard Attenhofer (Pseudonym Chiridonius Chrügel; * 1842)
- Max Burckhard (* 1854)
- Martin Böhm (* 1844)
- Michael Flürscheim (* 1844)
- Franz Hartmann (* 1838)
- Georg Heym (* 1887)
- Karl May (* 1842)
- Johann Martin Schleyer (* 1831)